# 3D Maze Man
3D Maze Man è un videogioco per Microsoft Windows del 1998, creato dalla Webfoot Technologies e pubblicato dalla RomTech (ora diventata eGames Inc).
Il titolo originale completo è 3D Maze Man: Amazing Adventures, ma sulla confezione dell'edizione distribuita in Italia, è riportato il titolo tradotto come 3D Maze Man: Una fantastica avventura; tuttavia, non si è certi che si tratti del titolo ufficiale italiano, dal momento che esso rimane in inglese all'interno del software.
Il gioco è, essenzialmente, un clone di Pac-Man, da cui deriva anche l'aspetto del protagonista e dei suoi nemici fantasmi.

## Modalità di gioco
Il gioco presenta 36 livelli differenti fra loro per struttura e tema/ambientazione. Per passare al livello successivo, bisogna mangiare le palline sparse lungo il labirinto.
Ad ostacolare Maze Man ci sono i fantasmi, lanciati al suo inseguimento per fargli perdere le vite. Altri ostacoli sono caselle nel pavimento di vari colori che hanno effetti diversi: dall'impedire alcuni movimenti fino al togliere una vita. Per far fronte agli ostacoli presenti Maze Man ha a disposizione alcune capacità, come quella di ingerire delle palline speciali per diventare immune al tocco dei fantasmi e poterli mangiare ed il salto con cui può evitare le caselle trappola ed i nemici.